# 순문학
순문학(純文學, literary fiction)이란 장르문학 또는 대중문학이 아닌 문학을 말한다. 주류문학(mainstream fiction), 비장르문학(non-genre fiction), 고급문학(high literature), 본격문학(serious fiction), 예술문학(artistic literature)이라고도 한다. 무엇이 장르문학/대중문학이고 무엇이 순문학이냐는 견해는 사람마다 문예철학적 입장마다 달라질 수 있다.
한국에서는 순수문학이 1930년대를 전후하여 예술파(藝術派) · 기교파(技巧派) · 예술지상주의(藝術至上主義) 등의 명칭으로 나타났으나, 8 · 15 이후에 와서는 이것이 인간성 옹호의 문학으로서 이론적 기초를 확립하였다.